# باشگاه فوتبال کوتکان تیووائن پالویلیات
باشگاه فوتبال کوتکان تیووائن پالویلیات (فنلاندی: Kotkan Työväen Palloilijat) یک باشگاه فوتبال در شهر کوتکا، فنلاند است.
این باشگاه که در سال ۱۹۲۷ تأسیس شده سابقه ۲ قهرمانی در لیگ برتر فوتبال فنلاند را در کارنامه دارد.